# Melanocercops cyclopa
Melanocercops cyclopa är en fjärilsart som först beskrevs av Edward Meyrick 1908.  Melanocercops cyclopa ingår i släktet Melanocercops och familjen styltmalar. Inga underarter finns listade i Catalogue of Life.